# Rochuskapelle (Neuburg)

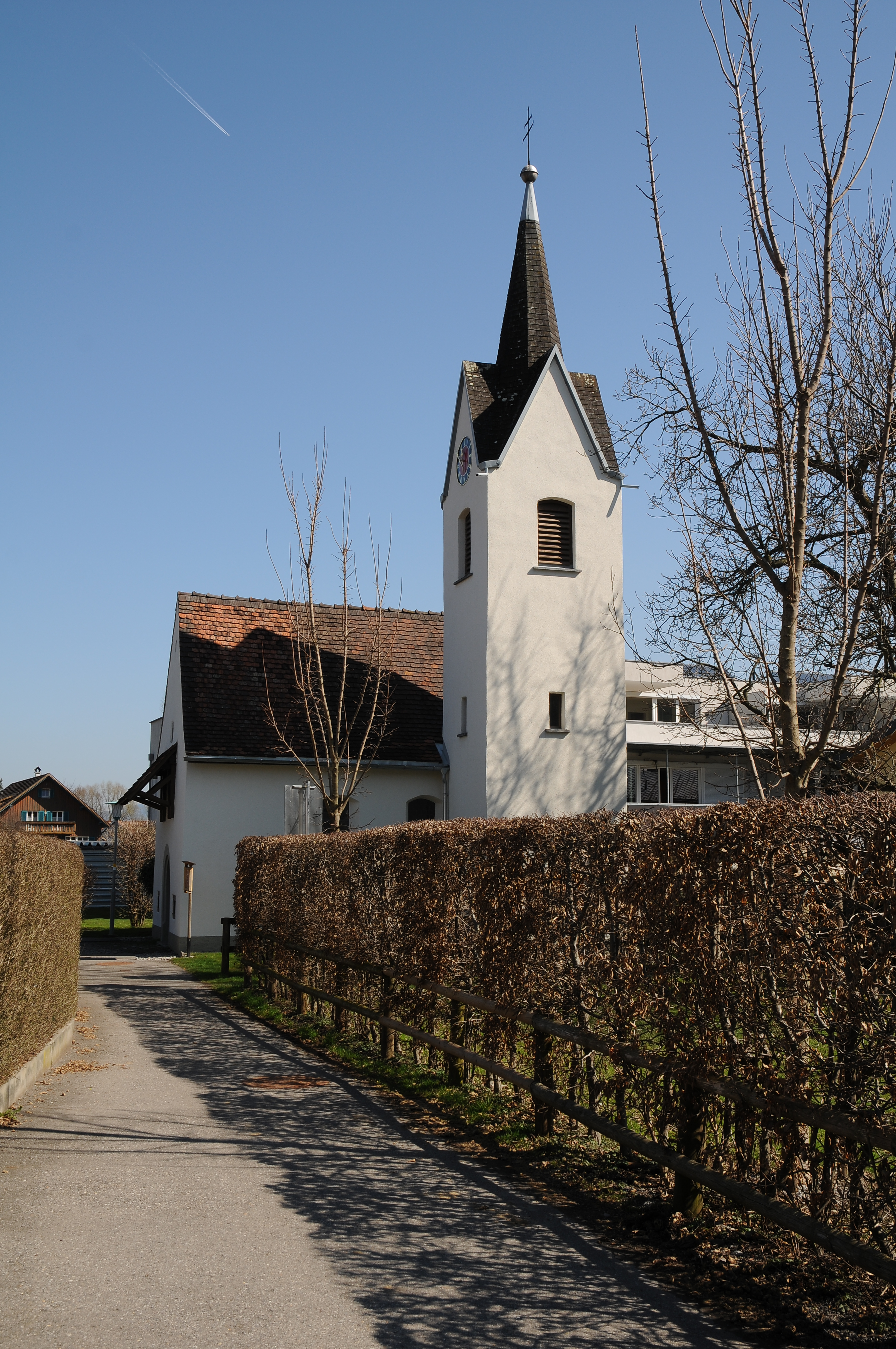
Kapelle hl. Rochus

Die Kapelle zum heiligen Rochus ist eine Kapelle im Ortsteil Neuburg der Gemeinde Koblach. Sie wurde in den Jahren 1630–1632 erbaut, nachdem eine große Pestepidemie in dieser Gegend gewütet hatte. 1750 wurde die Kapelle erweitert.
Unter dem Vordach war über dem Portal eine Tafel angebracht, auf welcher der Heilige Rochus und der Heilige Sebastian dargestellt sind. Witterungsbedingt musste die Tafel mehrfach renoviert und ins Innere der Kapelle verlegt werden.
Die Inschrift auf der Tafel, zum Teil überschrieben und mehrfach ergänzt, lautet:

„Des 1632 Jahrs hat man dieße Kapel sammbt dießer daffel erbauen und mallen laßen Gott dem Allmechtigen zu Lob und Ehr, so unsere Voreltern in der Best oder laidigen Sucht, so man versprochen hat und auf das Gelübt als hat nachgelassen, Gott wolle uns weitters behuethen und bewahren Amen. Anno 1750 ist dieße Kapel vergrössert worden. Diese Tafel wurde renovirt im Jahre 1911.“

Auf der Tafel ist zudem eine der ältesten Darstellungen der Burg Neuburg (heute Ruine Neuburg) zu sehen.